# 索尔弗丽德·科安达
索尔弗丽德·科安达（挪威語：Solfrid Koanda，1998年11月13日—），挪威女子举重运动员，2021年世界举重锦标赛女子87公斤级铜牌得主、2022年世界举重锦标赛女子87公斤级金牌得主。